# Lepidostoma yunnanense
Lepidostoma yunnanense is een schietmot uit de familie Lepidostomatidae. De soort komt voor in het Oriëntaals gebied.